# Аль

Фраза ALA-LC (або el-Baḥrēn) — арабська назва Бахрейну із артиклем-префіксом, виділеним червоним.

аль (араб. ٱلْـ, al-) — означений артикль в арабській мові, подібний до англійського the. Інколи вимовляється як ель (el-). Передує іменникам або іменним частинам мови як префікс. Наприклад слово араб. كتاب, kitāb, «книга» буде записуватися із артиклем як араб. الكتاب, al-kitāb, «[ця] книга». На відміну від інших арабських часток завжди пишеться разом із наступним словом, хоча не є невід'ємною частиною цього слова. Не змінюється залежно від числа, роду та відмінка. Кінцевий звук артикля -l може змінюватися перед сонячними літерами t, d, r, s, n та кількома іншими, уподібнюючись (асимілюючись) до них. Наприклад, «Ніл» вимовляється не al-Nīl, а an-Nīl. Перед місячними літерами, такими як m- явище асиміляції відсутнє: al-masjid, «мечеть».

## Приклади
- аль-Акса — Найвіддаленіша (мечеть в Єрусалимі)
- аль-Андалус — Андалусія (ісламська Іспанія)
- аль-Джазіра — півострів (Аравійський півострів)
- аль-Каїда — «Основа» (громадська організація)
- аль-Мансур — Переможець (прізвисько)
- аль-Саклабі — Раб (прізвисько)

## Варіанти
- el, ель — єгипетська арабська
- il, іль — арабська Перської затоки
- il — мальтійська

## Асиміляція
- Перед такими сонячними літерами відбувається асиміляція:
ت (t), ث (ṯ), د (d), ذ (ḏ), ر (r), ز (z), س (s), ش (š), ص (ṣ), ض (ḍ), ط (ṭ), ظ (ẓ), ل (l), й ن (n).
- Асиміляція також може відбуватися перед  ج (j): /d͡ʒ ~ ʒ/